# 熊野市立五郷中学校
熊野市立五郷中学校（くまのしりつ いさとちゅうがっこう）は三重県熊野市五郷町に位置する公立の中学校である。

## 沿革
- 1947年（昭和22年）5月9日 - 五郷村五郷中学校開設[1]。
- 1956年（昭和31年）5月 - 町村合併により熊野市立五郷中学校と改称。
- 1967年（昭和42年）2月 - 校歌制定。
- 1977年（昭和52年）4月 - 新校舎竣工。
- 2020年（令和2年）3月 - 休校[2]。
  - コロナウイルス感染症の流行に伴う臨時休校要請に伴い、最後の卒業生（2人）は3月2日で授業が終了し、3月6日に規模を縮小した卒業式に臨んだ[2]。

## 部活動

### 運動部
- 陸上部
- テニス部
- バレー部

### 文化部
- 創作部

## 校区
- 熊野市立五郷小学校

## 校区内の主な施設
- 熊野石蔵美術館